# Laurent Schonckert
Laurent Schonckert (25 februari 1958) is een voormalig voetballer uit Luxemburg. Hij speelde als verdediger gedurende zijn carrière. Schonckert beëindigde zijn loopbaan in 1992 bij Union Luxembourg, de club die hij diende vanaf 1979.

## Interlandcarrière
Schonckert kwam in totaal achttien keer (geen doelpunt) uit voor de nationale ploeg van Luxemburg in de periode 1984–1987. Onder leiding van bondscoach Jef Vliers maakte hij zijn debuut op 13 oktober 1984 in de WK-kwalificatiewedstrijd tegen Frankrijk (0-4), net als collega-verdedigers Pierre Petry (Progrès Niedercorn) en René Scheuer (Red Boys Differdange). Zijn achttiende en laatste interland speelde Schonckert op 11 november 1987 in Brussel tegen België (3-0).

## Erelijst
Union Luxembourg
- Landskampioen

1990, 1991, 1992
- Beker van Luxemburg

1986, 1989, 1991